# Klas Nyberg
Klas Nyberg, född 1 juli 1958 i Norrköping, är professor i modevetenskap vid Stockholms universitet. Han har en bakgrund som ekonomihistoriker vid Uppsala universitet. Han är ledamot av Nordiska museets forskningsråd, med i redaktionsrådet för Stockholms stads monografiserie, invald ledamot i Kungl. Samfundet för utgivande av skrifter rörande Skandinaviens historia, universitetsrepresentant i Stads- och kommunhistoriska institutets styrelse (stadshistoriska nämnden), ledamot av styrelsen för K A Almgrens sidenväveri samt förordnad som föreståndare av styrelsen för Centrum för modevetenskap, Stockholms universitet. (2015)

## Biografi
Nyberg blev filosofie kandidat vid Uppsala universitet 1986, antogs som doktorand i ekonomisk historia 1987, blev filosofie doktor i samma ämne 1993 och utnämndes till forskarassistent i ekonomisk historia 1995. Han blev docent i ämnet 1999 då han även anställdes som universitetslektor. Den tjänsten delade han med arbetet som forskningssekreterare i Kommittén för stockholmsforskning 2000–2004, befordrades till professor i ekonomisk historia vid Uppsala universitet 2007, installerades 2008. 2012 var han gästprofessor i modevetenskap vid Stockholms universitet, kallad av rektor till en professur i modevetenskap från 2013. Föreståndare vid Centrum för modevetenskap från 2014.
Nyberg inledde sin bana med doktorsavhandlingen om yllemanufakturerna i Stockholm under 1700-talet (1992). Hans andra monografi behandlade orsakerna till den ylleindustriella tyngdpunktsförskjutningen från Stockholm till Norrköping i början av 1800-talet (1999). Han inriktade därefter sin forskning på Stockholmiana och skeppsbroadeln i Stockholm med böckerna Kopparkungen (2006) och Storköpmän som samhällskraft (2012, med Håkan Jakobsson) som främsta resultat. Sedan 2010 har han även återupptagit sin textilhistoriska forskning med Till salu (2010), Dolda innovationer (2013, med Pia Lundqvist) och Från kläde till silkesflor (2015, med Elisabet Stavenow-Hidemark).

## Priser och utmärkelser
- 1993, Uppsala universitets Geijerspris för doktorsavhandlingen Köpes: Ull, Säljes: Kläde.
- 2013, Söderbergska handelspriset för utforskandet av distributionsledets roll i ekonomisk ut-veckling i ett historiskt perspektiv